# Kristjana
Kristjana je žensko osebno ime.

## Izvor imena
Ime Kristjana je različica imen Kristina oziroma Kristjan.

## Pogostost imena
Po podatkih Statističnega urada Republike Slovenije je bilo na dan 31. decembra 2007 v Sloveniji število ženskih oseb z imenom Kristjana: 17.

## Osebni praznik
Osebe z imenom Kristjana lahko godujejo takrat kot osebe z imenom Kristina.